# Альвеар, Карлос Мария де
Ка́рлос Мари́я де Альвеа́р (исп. Carlos María de Alvear; 25 октября 1789 года, Санту-Анжелу — 3 ноября 1852 года, Нью-Йорк, США) — аргентинский военный и государственный деятель, генерал. Верховный правитель Объединённых провинций Ла-Платы в 1815 году.

## Биография
Альвеар получил образование в Буэнос-Айресе и Англии. В 1806—1811 годах служил в испанских королевских войсках, принимал участие в войне против Наполеона.
В 1812 году Альвеар вместе с Хосе де Сан-Мартином вернулся в Буэнос-Айрес, где стал играть важную роль в войне за независимость аргентинского народа. В 1813 году был председателем Генеральной конституционной ассамблеи Объединённых провинций Ла-Платы, разработавшей конституцию страны, в 1814 году возглавил патриотов в Буэнос-Айресе, вынудивших капитулировать испанских роялистов в Монтевидео.
9 января 1815 года Альвеар занял должность верховного правителя Объединённых провинций Ла-Платы. Однако его стремление к личной власти, а также согласие на установление английского протектората над провинциями Ла-Платы привели к его свержению в апреле того же года.
Согласно историку Вильяму Денслоу, Альвеар совместно с Сан-Мартином является основателем масонской ложи Лаутаро (Lau-taro).
Альвеар бежал за границу и вернулся на родину лишь после амнистии в 1821 году. После этого занимал посты посла в США (1824 и 1838), военного и морского министра, а также главнокомандующего аргентинскими войсками во время Аргентино-бразильской войны (1826—1828). Разбил бразильцев 20 февраля 1827 года в сражении при Итусаинго. После свержения Ривадавии с поста президента Альвеар подал в отставку и вернулся в Буэнос-Айрес. Альвеар был одним из лидеров оппозиции режиму Хуана Мануэля де Росаса. Чтобы нейтрализовать политические амбиции популярного генерала, Росас назначил его послом в США, где Альвеар пробыл до 1852 года и там же умер. Перевезённый на родину, был похоронен на кладбище Ла Реколета в Буэнос-Айресе.  